# Кам'яномайданська сільська рада
Кам'яномайданська сільська рада (Кам'яно-Майданська сільська рада) — колишня адміністративно-територіальна одиниця та орган місцевого самоврядування у Новоград-Волинському, Соколовському, Мархлевському районах і Новоград-Волинській міській раді Волинської округи, Київської й Житомирської областей Української РСР та України з адміністративним центром у с. Кам'яний Майдан.

## Населені пункти
Сільській раді підпорядковувались населені пункти:
- с. Кам'яний Майдан
- с. Болярка
- с. Варварівка
- с. Лагульськ
- с. Миколаївка

## Населення
Кількість населення ради, станом на 1923 рік, становила 1 155 особи, кількість дворів — 211.
Кількість населення сільської ради, станом на 1924 рік, становила 1 141 особу (з перевагою населення польської та німецької національностей), дворів — 218.
У 1926 році чисельність населення сільської ради становила 656 осіб.
Кількість населення ради, станом на 1931 рік, становила 966 осіб.
Відповідно до результатів перепису населення СРСР, кількість населення ради, станом на 12 січня 1989 року, становила 1 039 осіб.
Станом на 5 грудня 2001 року, відповідно до перепису населення України, кількість мешканців сільської ради становила 830 осіб.

## Склад ради
Рада складалася з 14 депутатів та голови.

## Керівний склад сільської ради
| ПІБ                               | Основні відомості                                                         | Дата обрання | Дата звільнення |
| --------------------------------- | ------------------------------------------------------------------------- | ------------ | --------------- |
| Ліпісвіцький Анатолій Олексійович | Сільський голова, 1962 року народження, освіта, безпартійний              | 26.03.2006   | 31.10.2010      |
| Ліпісвіцький Анатолій Олексійович | Сільський голова, 1962 року народження, освіта вища, член народної партії | 31.10.2010   |                 |

Примітка: таблиця складена за даними джерела

## Історія
Створена 1923 року в складі с. Кам'яний Майдан та колоній Болярка і Борисівка Рогачівської і Романівецької волостей Новоград-Волинського повіту Волинської губернії. 23 лютого 1924 року, відповідно до рішення Волинської ГАТК «Про зміни меж округів, районів та сільрад» (протокол № 7/2), кол. Борисівка передано до складу новоствореної Марушівської німецької національної сільської ради Новоград-Волинського району.
Станом на 1 вересня 1946 року сільська рада входила до складу Новоград-Волинської міської ради Житомирської області, на обліку в раді перебували села Болярка та Кам'яний Майдан.
11 серпня 1954 року, відповідно до указу Президії Верховної ради Української РСР «Про укрупнення сільських рад по Житомирській області», сільську раду ліквідовано, територію та населені пункти приєднано до складу Миколаївської сільської ради Новоград-Волинської міської ради Житомирської області. Відновлена 12 серпня 1974 року, відповідно до рішення Житомирського облвиконкому № 342 «Про зміни в адміністративно-територіальному поділі окремих районів області в зв'язку з укрупненням колгоспів», в складі сіл Болярка, Кам'яний Майдан і Миколаївка Брониківської сільської ради та Варварівка і Лагульськ Несолонської сільської ради Новоград-Волинського району.
В 2017 році територію та населені пункти ради включено до складу Брониківської сільської територіальної громади Новоград-Волинського району Житомирської області.
Входила до складу Новоград-Волинського (7.03.1923 р., 15.09.1930 р., 12.08.1974 р.), Мархлевського (4.06.1930 р.), Соколовського (20.06.1930 р.) районів та Новоград-Волинської міської ради (17.10.1935 р.).